# Bersaglieri

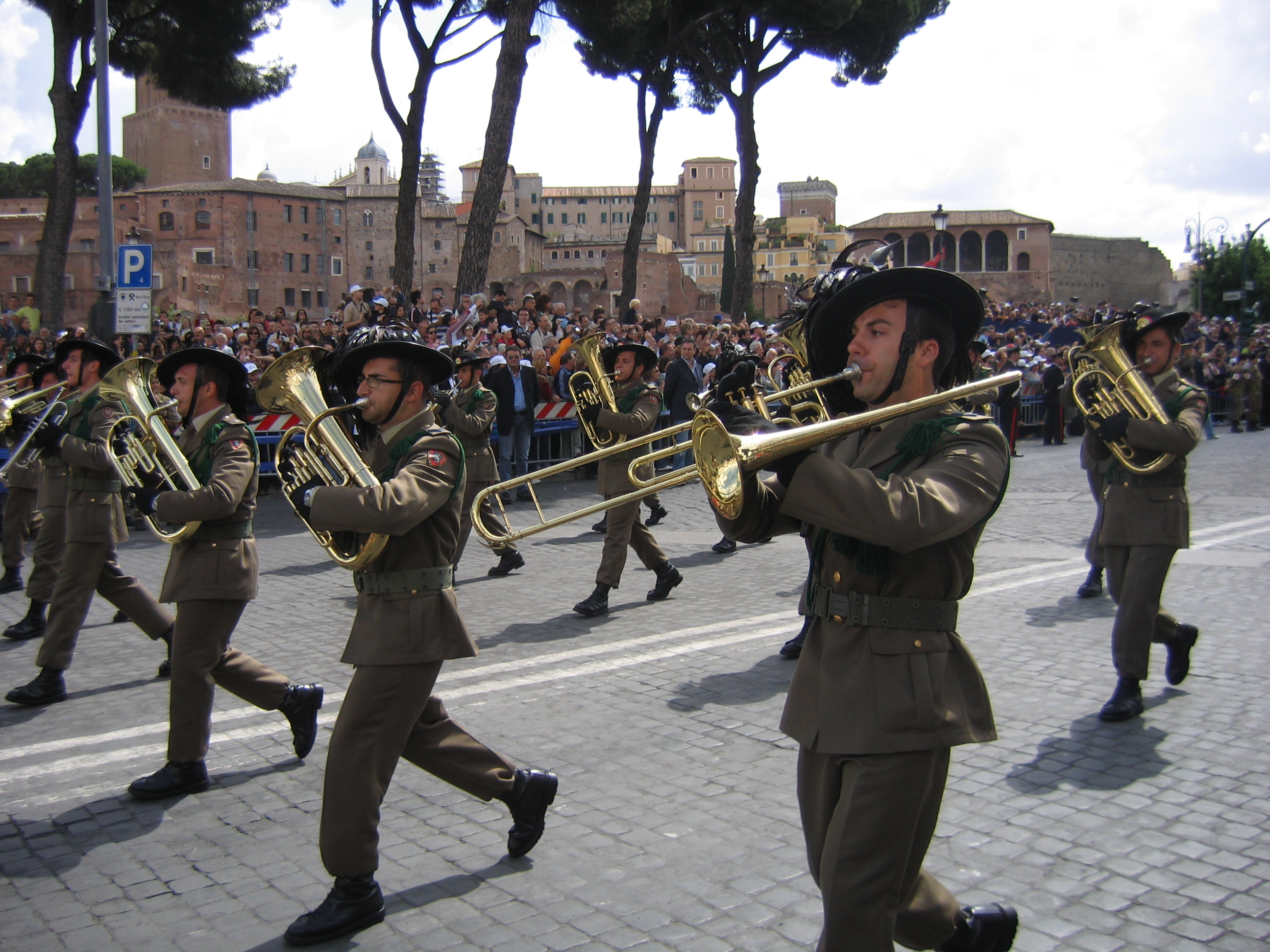
Parada Bersaglieri

Os bersaglieri (atirador, artilheiro) é um corpo do exército italiano criado originalmente pelo general Alessandro La Marmora em 18 de junho de 1836 para servir ao exército do Reino da Sardenha, sendo mais tarde o Regio Esercito (Exército Real Italiano). Sempre se caracterizou por ser uma unidade de infantaria de alta mobilidade e pode até nossos dias ser reconhecido pelo famoso chapéu de abas muito largas (usado hoje apenas como uniforme de gala), decorado com penas (plumas) negras de tetraz (faisão capercallie). O penacho é comumente usado mesmo nos capacetes de combate. Outra característica especial desse corpo militar é sua cadência corrida usada em paradas, em lugar da marcha militar convencional.

## História

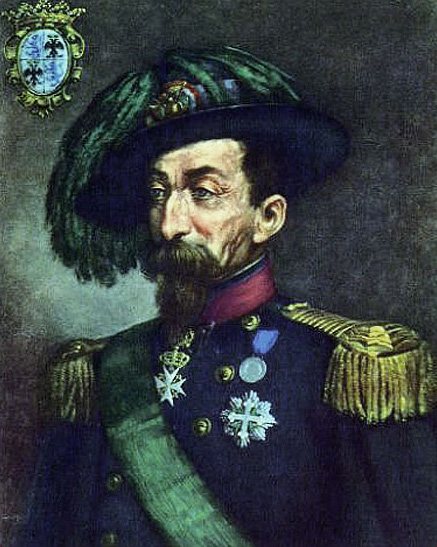
Alessandro La Marmora fundou o regimento Bersaglieri em 1836

O Reino de Sardenha era relativamente pobre, não dispondo de recursos para ter um regimento de cavalaria [carece de fontes?] e, assim, era preciso dispor de uma infantaria com atiradores que se deslocassem com muita rapidez. Essas tropas passaram a ser treinadas dentro de rígidos padrões de condição física e de habilidade de atirar. Como nos "caçadores a pé" da França que inspiraram a criação do regimento Bersaglieri, lhes foi encorajada a atuação com independência e iniciativa, de modo que pudessem operar em formações "perdidas", onde comando e controle direto não fossem necessários. Eram artilheiros individuais portando pentes de 60 balas, em lugar dos tradicionais de 40. Os primeiros uniformes eram negros com chapéus de abas chamados "vaira". A intenção era permitir proteção contra golpes de sabre.[carece de fontes?]
A primeira aparição pública dos bersaglieri foi numa parada militar em 1.º de julho de 1836, quando a primeira companhia marchou em Turim na marcha rápida, pés no alto, a 130 passos por minuto, que continuou em uso na Segunda Guerra Mundial e mesmo depois. Os modernos bersaglieri ainda correm assim, tanto nas paradas como nos seus exercícios regulares, sob pena de punição se não o fizerem.[carece de fontes?] Na época de sua criação, os novos corpos impressionaram o rei Carlos Alberto que imediatamente os integrou à Armata Sarda, exército regular do Reino da Sardenha.
Durante o século XIX, sob o comando de La Marmora, os bersaglieri passaram a ter o papel de brigada ligeira, que abria passagem nas formações de colunas mais lentas, também atuando como tropas especiais de choque se fosse necessário. Eram também previstas para servir originalmente como tropas alpinas, sendo que escalador Jean Antoine Carrel era bersagliere. Com a criação dos Regimentos Alpinos em 1872, uma rivalidade surgiu entre os dois.

## Itália unida

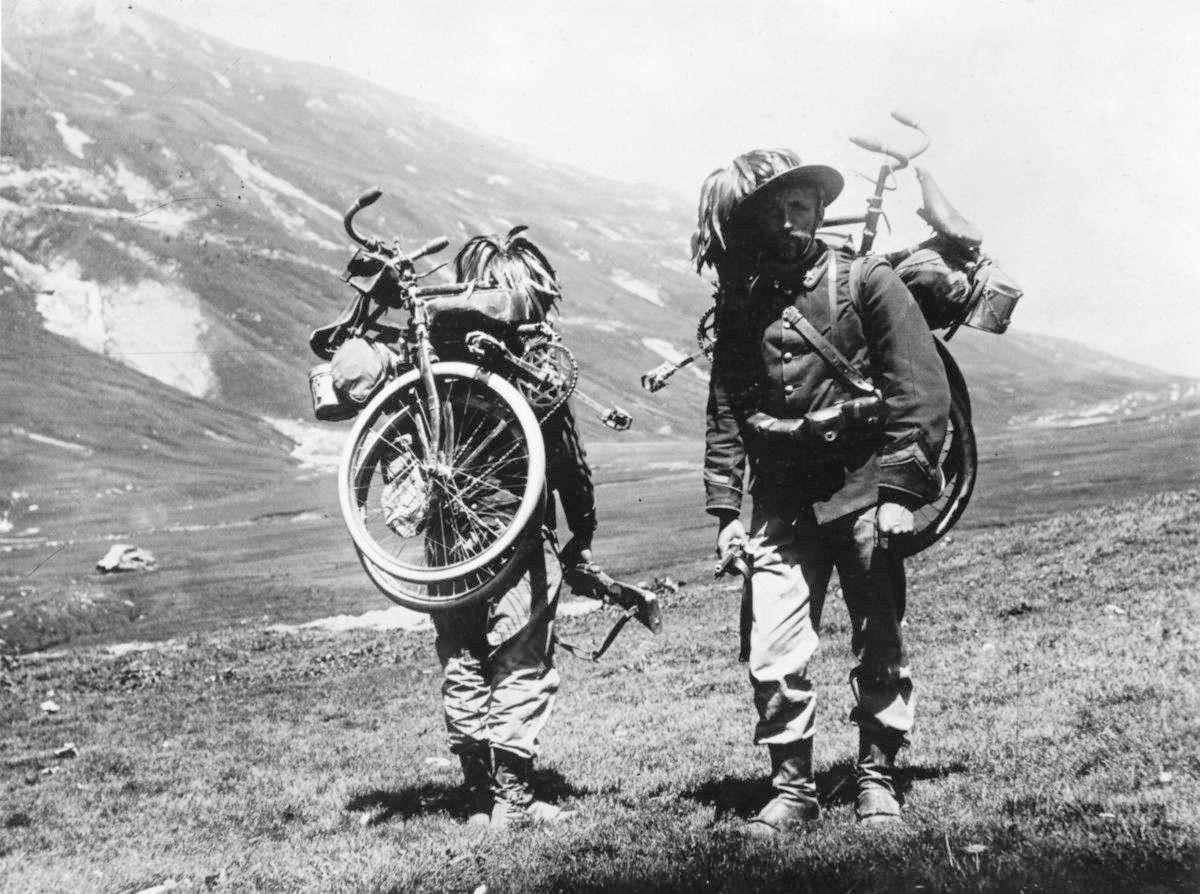
Bersaglieri – tropas de bicicleta na Primeira Guerra Mundial

Durante o 1.ª Guerra da Unificação (1848-1849) os bersaglieri se distinguiram pela tomanda da ponte de Goito. A ação mais famosa dos corpos Bersaglieri ocorreu a 20 de setembro de 1870, quando entraram em Roma pela Porta Pia, dando fim ao Poder temporal dos Estados Pontifícios, complementando a Unificação Italiana.
Por determinação do Conde de Cavour, os bersaglieri foram mandados pela primeira vez ao exterior para a Guerra da Crimeia. Eles se envolveram na Batalha do Rio Tchernaya , mas tiveram muitas perdas por causa de uma epidemia de cólera. Nessa campanha da Crimeia adquiriram um uniforme para momentos de paz, um Fez vermelho-púrpura com borla azul, uma imitação do utilizado pelos Zuavos franceses, com quem os bersaglieri serviram.
Quando a Armata Sarda se tornou o Regio Esercito italiano em 1860, havia doze regimentos Bersaglieri, que funcionavam como batalhões e divisões de infantaria ligeira do novo exército da Itália Unida. A doutrina do exército desse século os definiu como corpos de reserva.

## Primeira Guerra Mundial

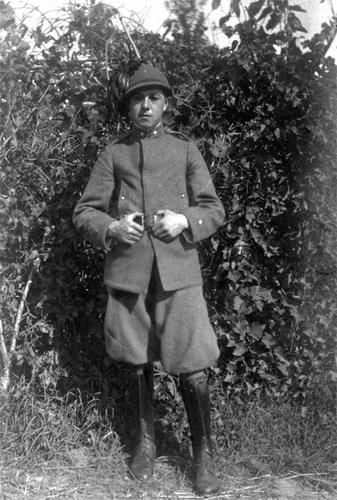
Bersagliere veterano em fins de 1918

Durante a Primeira Guerra Mundial, os 12 regimentos Bersaglieri se distinguiram em seus combates. Dos 210 mil membros dos regimentos Bersaglieri, 32 mil foram mortos e 50 mil feridos. O mais antigo veterano sobrevivente da Primeira Guerra, Delfino Borroni, serviu no 6.º Rgt. Bersaglieri de Bolonha.
Depois da guerra, o exército italiano reduziu o número de batalhões Bersaglieri a dois por regimento. Sua nova função passou a ser de infantaria leve (ligeira) como parte do compromisso italiano com "mobilidade em guerras". Esses Bersaglieri pós-guerra foram convertidos a tropas em bicicletas para combate em conjuntos com as divisões velozes ("Celari") de cavalaria. Unidades de elite com moral elevado e espírito agressivo foram percebidas como melhor meio de quebrar formações táticas compactas como as da guerra de trincheiras (1915-1918). Os Bersaglieri proveram a Itália com formações muito bem treinadas para servir tanto com a cavalaria como com tanques. Com a formação de unidades armadas motorizadas em 1939, continuou a ligação entre os Bersaglieri e essas unidades. A cada divisão motorizada era alocado um regimento Bersaglieri.

## Segunda Guerra Mundial
Cada um dos regimentos Bersaglieri foram expandidos em três batalhões durante a Segunda Guerra Mundial. O exército não quis reduzir seus padrões de exigências e os recrutas continuarem a ter estatura e estamina (resistência) acima da média. Foram submetidos a intenso treinamento físico, como já ocorrera com seus bisavós, bem como foram exigidas habilidades excelentes em artilharia.
Os bersaglieri lutaram na invasão italiana da França e na Guerra Greco-Italiana em 1940. Os primeiros combatentes a combater no Norte da África foram os do 10.º Regimento. Chegaram à Líbia no início de 1941 e mais tarde foram transferidos para o front da guerra das Potências do Eixo contra a União Soviética (8.º exército italiano na Rússia).
Sobre a participação Bersaglieri na campanha do Norte da África, Erwin Rommel do Afrika Korps declarou: O soldado alemão surpreendeu o mundo, o bersagliere italiano surpreendeu o soldado alemão.
Após o armistício entre o Reino da Itália e os Aliados em 8 de setembro de 1943, a Itália dividiu-se. A República de Salò continuou a guerra ao lado da Alemanha nazista. Seu exército, o fascista Exército Republicano Nacional, criou entre suas Divisões de exército, a 1.ª Divisão Bersaglieri Italia, que ficou sob o comando do 14.º Exército alemão, no setor dos Apeninos setentrionais. A divisão lutou ao longo da Linha Gótica, e no final da última ofensiva aliada, junto com duas divisões da Wehrmacht e outras divisões remanescentes do exército italiano fascista, rendeu-se após a Batalha de Fornovo di Taro.

## Bersaglieri hoje

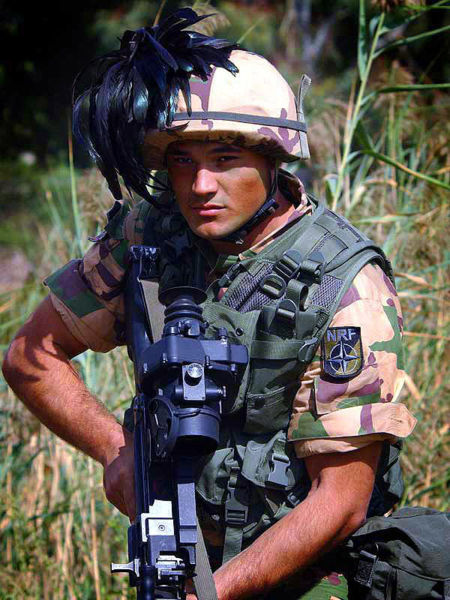
8.º Regimento Bersaglieri - Brigada Garibaldi

No passado, a mobilidade dos Bersaglieri se mostrava nos seus treinamentos em corrida e no uso de bicicletas, porém, hoje formam divisões mecanizadas.
Os bersaglieri modernos serviram, como parte da "Brigada Garibaldi Bersaglieri", tropas de pacificação na Força Multinacional no Líbano, na Guerra Civil Iugoslava, na última Guerra do Iraque. As tradições Bersaglieri ainda são fortes. As borlas vermelhas são "chamas", as tropas ainda usam o "Fez" vermelho. Oficiais usam boinas negras como seu uniforme ordinário e também a "vaira" com plumas negras nas situações cerimoniais. Usam também luvas negras, enquanto que os demais regimentos italianos usam-nas brancas. Cada unidade tem uma banda marcial, uma fanfarra, que tocavam os instrumentos enquanto faziam a marcha rápida. Hoje somente a "Brigada Garibaldi" e o 7.º Regimento Bersaglieri ainda mantêm a fanfarra.

## Regimentos atuais
- 1° Rgt. Bersaglieri, Brigada Garibaldi, em Cosenza (Calabria)
- 3° Rgt. Bersaglieri, Brigada, em Teulada (Sardenha)
- 6° Rgt. Bersaglieri, Brigada Aosta, em Trapani (Sicília)
- 7° Rgt. Bersaglieri, Brigada Pinerolo , em Bari (Apúlia)
- 8° Rgt. Bersaglieri, Brigada Garibaldi, em Caserta (Campania)
- 11° Rgt. Bersaglieri, Brigada Ariete, em Orcenico Superiore (Friuli-Venezia Giulia)